# James A. Hemenway
James A. Hemenway (Boonville, 1860. március 8. – Miami, 1923. február 10.) az Amerikai Egyesült Államok szenátora (Indiana, 1905–1909).